# Bracon melissaespinozae
Bracon melissaespinozae (лат.) — вид паразитических наездников из семейства браконид, отряда перепончатокрылых. Эндемик Коста-Рики. B. melissaespinozae назван в честь Melissa Espinoza за её вклад в качестве научного репортера по всем вопросам в деле охраны природы заповедного региона Гуанакасте для их веб-сайта (ACG, Area de Concervacion de Guanacaste, провинция Гуанакасте, Коста-Рика).

## Описание
Длина тела около 4 мм. Основная окраска жёлтая (голова, грудь, брюшко), усики чёрные. Выделение вида произведено на основании молекулярного баркодирования последовательности нуклеотидов по цитохром оксидазе COI.
Паразитоид гусениц бабочек неизвестного вида, питающихся листьями Smilax spinosa (Smilacaeae). Вид был впервые описан в 2021 году американским гименоптерологом Michael J. Sharkey (The Hymenoptera Institute, Redlands, США) по типовым материалам из Коста-Рики.